# Minister Koordynator Służb Specjalnych
Minister Koordynator Służb Specjalnych – członek Rady Ministrów wykonujący zadania powierzone przez Prezesa Rady Ministrów w zakresie nadzoru, kontroli oraz koordynacji nad służbami specjalnymi. Jest to minister zadaniowy (tzw. minister bez teki), którego właściwość każdorazowo określa Prezes Rady Ministrów w rozporządzeniu kompetencyjnym. W polskim systemie nadzoru i kontroli nad służbami specjalnymi funkcjonuje od 1997 r. jako instytucja fakultatywna. Do 2006 r. powoływanie ministra koordynatora nie było uregulowane w ustawach i opierało się na zasadach praktyki politycznej.
Funkcję ministra koordynatora służb specjalnych pełnili: Zbigniew Siemiątkowski (1997), Janusz Pałubicki (1997–2001), Zbigniew Wassermann (2005–2007), Jacek Cichocki (2011–2013), Bartłomiej Sienkiewicz (2013–2014), Mariusz Kamiński (2015–2023), a obecnie jest nim Tomasz Siemoniak (od 2023).
Obsługę ministra koordynatora służb specjalnych zapewnia odpowiednie ministerstwo lub inny urząd centralny wyznaczony przez Prezesa Rady Ministrów. Dotychczas była to zawsze Kancelaria Prezesa Rady Ministrów.
W praktyce politycznej minister koordynator służb specjalnych nie był powoływany w: rządzie Leszka Millera (2001–2004), obu rządach Marka Belki (2004–2005), pierwszym rządzie Donalda Tuska (2007–2011), rządzie Ewy Kopacz (2014–2015) oraz w trzecim rządzie Mateusza Morawieckiego (2023).

## Podstawa prawna
Do 2006 r. powoływanie ministra koordynatora nie było uregulowane w aktach normatywnych i opierało się na zasadach praktyki. Status prawny ministra koordynatora służb specjalnych został unormowany w 2006 r. w ustawach sankcjonujących powstanie CBA, SKW i SWW.
Do najważniejszych aktów normatywnych regulujących tę kwestię należą:
- Ustawa z dnia 8 sierpnia 1996 r. o Radzie Ministrów (Dz.U. z 2022 r. poz. 1188 z późn. zm.),
- Ustawa z dnia 24 maja 2002 r. o Agencji Bezpieczeństwa Wewnętrznego oraz Agencji Wywiadu (Dz.U. z 2025 r. poz. 902),
- Ustawa z dnia 9 czerwca 2006 r. o Służbie Kontrwywiadu Wojskowego oraz Służbie Wywiadu Wojskowego (Dz.U. z 2024 r. poz. 1405),
- Ustawa z dnia 9 czerwca 2006 r. o Centralnym Biurze Antykorupcyjnym (Dz.U. z 2025 r. poz. 712),
- Ustawa z dnia 5 sierpnia 2010 r. o ochronie informacji niejawnych (Dz.U. z 2024 r. poz. 632),
- Ustawa z dnia 15 lipca 2011 r. o kontroli w administracji rządowej (Dz.U. z 2020 r. poz. 224),
- rozporządzenia kompetencyjne dla poszczególnych ministrów koordynatorów[6].

## Geneza
Stanowisko ministra koordynatora służb specjalnych zostało utworzone w związku z przeprowadzoną w latach 1996–1997 reformą administracji rządowej. W oparciu o art. 33 ustawy o Radzie Ministrów nadzór nad UOP został powierzony bezpośrednio Prezesowi Rady Ministrów (wcześniej funkcję tę pełnił minister właściwy do spraw wewnętrznych). Skupienie w rękach premiera większości uprawnień do nadzorowania UOP i WSI zrodziło problem, w jaki sposób będzie on korzystał z przyznanych kompetencji. W 1997 r. premier Włodzimierz Cimoszewicz drogą rozporządzenia kompetencyjnego powołał Zbigniewa Siemiątkowskiego na stanowisko ministra – członka Rady Ministrów, wykonującego zadania związane z inicjowaniem, programowaniem i koordynowaniem działań UOP i WSI oraz podejmowanych w celu ochrony bezpieczeństwa państwa, działań Policji, Straży Granicznej, Żandarmerii Wojskowej i innych jednostek.
| imię i nazwisko        | lata urzędowania              | rząd                                 | status                                                                                              | rozporządzenie |
| ---------------------- | ----------------------------- | ------------------------------------ | --------------------------------------------------------------------------------------------------- | --- |
| Zbigniew Siemiątkowski | 1.01.1997 r. – 31.10.1997 r.  | rząd Włodzimierza Cimoszewicza       | Minister bez teki                                                                                   | Rozporządzenie Prezesa Rady Ministrów z dnia 13 stycznia 1997 r. w sprawie ustalenia szczegółowego zakresu działania Ministra – członka Rady Ministrów Zbigniewa Siemiątkowskiego (Dz.U. z 1997 r. nr 5, poz. 27) |
| Janusz Pałubicki       | 31.10.1997 r. – 19.10.2001 r. | rząd Jerzego Buzka                   | Minister bez teki                                                                                   | Rozporządzenie Prezesa Rady Ministrów z dnia 7 listopada 1997 r. w sprawie ustalenia szczegółowego zakresu działania Ministra – członka Rady Ministrów Janusza Pałubickiego (Dz.U. z 1997 r. nr 136, poz. 924) oraz Rozporządzenie Prezesa Rady Ministrów z dnia 31 marca 1999 r. zmieniające rozporządzenie w sprawie ustalenia szczegółowego zakresu działania Ministra – członka Rady Ministrów Janusza Pałubickiego (Dz.U. z 1999 r. nr 28, poz. 259) i Rozporządzenie Prezesa Rady Ministrów z dnia 15 maja 2001 r. zmieniające rozporządzenie w sprawie ustalenia szczegółowego zakresu działania Ministra – członka Rady Ministrów Janusza Pałubickiego (Dz.U. z 2001 r. nr 50, poz. 518) |
| Zbigniew Wassermann    | 31.10.2005 r. – 14.07.2006 r. | rząd Kazimierza Marcinkiewicza       | Minister bez teki                                                                                   | Rozporządzenie Prezesa Rady Ministrów z dnia 2 listopada 2005 r. w sprawie szczegółowego zakresu działania Ministra – członka Rady Ministrów Zbigniewa Wassermana (Dz.U. z 2005 r. nr 221, poz. 1904) oraz Rozporządzenie Prezesa Rady Ministrów z dnia 13 kwietnia 2006 r. zmieniające rozporządzenie w sprawie szczegółowego zakresu działania Ministra – członka Rady Ministrów Zbigniewa Wassermanna (Dz.U. z 2006 r. nr 64, poz. 450) |
| Zbigniew Wassermann    | 14.07.2006 r. – 16.11.2007 r. | rząd Jarosława Kaczyńskiego          | Minister bez teki                                                                                   | Rozporządzenie Prezesa Rady Ministrów z dnia 3 sierpnia 2006 r. w sprawie szczegółowego zakresu działania Ministra – członka Rady Ministrów – Koordynatora Służb Specjalnych, Zbigniewa Wassermana (Dz.U. z 2006 r. nr 141, poz. 998) |
| Jacek Cichocki         | 24.11.2011 r.- 25.02.2013 r.  | drugi rząd Donalda Tuska             | Minister właściwy ds. wewnętrznych                                                                  | Rozporządzenie Prezesa Rady Ministrów z dnia 24 listopada 2011 r. w sprawie szczegółowego zakresu działania Jacka Cichockiego – Ministra Spraw Wewnętrznych – w zakresie koordynacji służb specjalnych (Dz.U. z 2011 r. nr 254, poz. 1524) |
| Bartłomiej Sienkiewicz | 28.02.2013 r. – 09.09.2014 r. | drugi rząd Donalda Tuska             | Minister właściwy ds. wewnętrznych                                                                  | Rozporządzenie Prezesa Rady Ministrów z dnia 28 lutego 2013 r. w sprawie szczegółowego zakresu działania Bartłomieja Sienkiewicza – Ministra Spraw Wewnętrznych – w zakresie koordynacji służb specjalnych (Dz.U. z 2013 r. poz. 272) |
| Jacek Cichocki         | 23.09.2014 r.- 17.06.2015 r   | rząd Ewy Kopacz                      | Minister bez teki                                                                                   | Rozporządzenie Prezesa Rady Ministrów z dnia 23 września 2014 r. w sprawie szczegółowego zakresu działania Ministra – Członka Rady Ministrów Jacka Cichockiego w zakresie koordynacji służb specjalnych (Dz.U. z 2014 r. poz. 1276) |
| Mariusz Kamiński       | 16.11.2015 r. – 11.12.2017 r. | rząd Beaty Szydło                    | Minister bez teki                                                                                   | Rozporządzenie Prezesa Rady Ministrów z dnia 18 listopada 2015 r. w sprawie szczegółowego zakresu działania Ministra – Członka Rady Ministrów Mariusza Kamińskiego – Koordynatora Służb Specjalnych (Dz.U. z 2015 r. poz. 1921) |
| Mariusz Kamiński       | 11.12.2017 r. – 15.11.2019 r. | pierwszy rząd Mateusza Morawieckiego | Minister bez teki/ Minister właściwy ds. wewnętrznych i administracji (14.08.2019 r.-15.11.2019 r.) | Rozporządzenie Prezesa Rady Ministrów z dnia 13 grudnia 2017 r. w sprawie szczegółowego zakresu działania Ministra – Członka Rady Ministrów Mariusza Kamińskiego – Koordynatora Służb Specjalnych (Dz.U. z 2017 r. poz. 2332) |
| Mariusz Kamiński       | 15.11.2019 r. – 13.11.2023 r. | drugi rząd Mateusza Morawieckiego    | Minister właściwy ds. wewnętrznych i administracji                                                  | Rozporządzenie Prezesa Rady Ministrów z dnia 18 listopada 2019 r. w sprawie szczegółowego zakresu działania Ministra – Członka Rady Ministrów Mariusza Kamińskiego – Koordynatora Służb Specjalnych (Dz.U. z 2019 r. poz. 2273) |
| Tomasz Siemoniak       | 13.12.2023 – obecnie          | trzeci rząd Donalda Tuska            | Minister właściwy ds. wewnętrznych i administracji                                                  | Rozporządzenie Prezesa Rady Ministrów z dnia 19 grudnia 2023 r. w sprawie szczegółowego zakresu działania Ministra - Członka Rady Ministrów Tomasza Siemoniaka - Koordynatora Służb Specjalnych (Dz.U. z 2023 r. poz. 2728) |

## Zadania
Szczegółowy katalog zadań powierzanych przez premierów poszczególnym ministrom koordynatorom jest zróżnicowany. Najczęściej przypisywane zadania można przyporządkować do kilku kategorii.
- Zadania z zakresu nadzoru nad służbami specjalnymi, to m.in[11]:
  - wyznaczanie strategicznych kierunków rozwoju i funkcjonowania służb specjalnych;
  - badanie, ocenianie i monitorowanie poprawności realizacji przez służby specjalne zadań określonych w przepisach prawa, wytycznych, planach i programach;
  - opracowywanie programów działalności służb specjalnych w dziedzinie ochrony bezpieczeństwa państwa stanowiących podstawę wydawania wytycznych prezesa Rady Ministrów;
  - zatwierdzanie rocznych planów i sprawozdań przygotowywanych przez szefów służb specjalnych;
  - dokonywanie oceny stopnia realizacji rocznych planów działalności oraz formułowanie wniosków i rekomendacji wynikających z tej oceny;
  - wyznaczanie celów i kierunków rozwoju współpracy międzynarodowej oraz oceny efektów tej współpracy;
  - analizowanie i dokonywanie oceny działań podejmowanych przez ABW i SKW w zakresie nadzoru funkcjonowania systemu ochrony informacji niejawnych;
  - analizowanie i dokonywanie oceny działań podejmowanych przez szefa ABW w zakresie wykonywania funkcji krajowej władzy bezpieczeństwa;
  - rozpatrywanie skarg na działalności służb specjalnych.

- Zadania z zakresu kontroli służb specjalnych, to m.in.:
  - przeprowadzanie kontroli w służbach specjalnych;
  - przeprowadzanie kontroli prawidłowości realizacji postępowań sprawdzających, kontrolnych postępowań sprawdzających oraz postępowań bezpieczeństwa przemysłowego na zasadach i w trybie określonym w Ustawie o ochronie informacji niejawnych;
  - analizowanie i dokonywanie oceny stosowania przez służby specjalne uprawnień, które umożliwiają ingerencję w prawa i wolności człowieka i obywatela, w szczególności w drodze uprawnień operacyjno-rozpoznawczych.
- Zadania z zakresu koordynacji służb specjalnych, to m.in.:
  - podejmowanie działań służących zapewnieniu współdziałania służb specjalnych w ramach przyznanych im kompetencji i postawionych zadań;
  - organizowanie i zapewnianie współpracy służb specjalnych z innymi służbami i instytucjami realizującymi zadania w zakresie bezpieczeństwa państwa;
  - zapewnianie optymalnych warunków dla współpracy służb specjalnych ze służbami specjalnymi innych państw i organizacjami międzynarodowymi;
  - organizowanie warunków prawidłowego funkcjonowania systemu wywiadowczego państwa w celu zapewnienia efektywnego wykorzystania informacji dotyczących strategicznych interesów państwa przez konstytucyjne organy państwowe;
  - opracowywanie i przygotowywanie projektów ustaw, rozporządzeń i innych aktów prawnych dotyczących bezpieczeństwa państwa, z zastrzeżeniem kompetencji właściwych ministrów i programów służących zbudowaniu zintegrowanego systemu służb specjalnych;
  - rozstrzyganie sporów kompetencyjnych między służbami specjalnymi;
  - opracowywanie, prowadzenie procesu uzgodnień, konsultacji publicznych lub opiniowanie oraz wnoszenie do rozpatrzenia założeń projektów ustaw, projektów rozporządzeń i innych aktów prawnych oraz dokumentów rządowych dotyczących służb specjalnych.

## Koordynatorzy służb specjalnych od 1997

### Zbigniew Siemiątkowski - rząd Włodzimierza Cimoszewicza
Pierwszą osobą powołaną na stanowisko ministra koordynatora służb specjalnych był Zbigniew Siemiątkowski powołany na mocy Rozporządzenia Prezesa Rady Ministrów z dnia 13 stycznia 1997 r. sprawie ustalenia szczegółowego zakresu działania Ministra – członka Rady Ministrów Zbigniewa Siemiątkowskiego. Zgodnie z rozporządzeniem pierwszy minister koordynator zajmował się inicjowaniem, programowaniem oraz koordynowaniem działań UOP oraz WSI, a także innych instytucji, w tym działań Policji, Straży Granicznej, Żandarmerii Wojskowej itp. Zakres jego uprawnień obejmował przygotowywanie oraz przedstawianie projektów, aktów legislacyjnych i rozporządzeń dotyczących polityki bezpieczeństwa państwa, działalności służb specjalnych oraz innych instytucji bezpieczeństwa. Ponadto Zbigniew Siemiątkowski miał za zadanie oceniać stan bezpieczeństwa państwa oraz wskazanych organów, co do skuteczności powierzonych tym podmiotom działań. Ponadto, minister koordynator służb specjalnych wykonywał zadania nadzorcze leżące w kompetencji Prezesa Rady Ministrów, związane z odpowiedzialnością za działanie służb specjalnych, za wytyczanie kierunków ich działania, a także opiniował kandydatów na stanowiska szefów tych służb.
W rozporządzeniu zawarte były dodatkowe uprawnienia ministra koordynatora dotyczące wykonywania i nadzorowania misji specjalnych realizowanych w dziedzinie bezpieczeństwa państwa (wyznaczane przez Prezesa Rady Ministrów) oraz reprezentowania szefa rządu w kontaktach międzynarodowych związanych z działalnością służb specjalnych. W ramach tych uprawnień minister koordynator mógł żądać od służb specjalnych informacji dotyczących budżetu, współdziałania, planowania oraz procedur działania służb specjalnych (z zastrzeżeniem, że owe informacje uznawane były za niezbędne do prawidłowego wykonywania urzędu).

#### Podstawa prawna
- Rozporządzenie Prezesa Rady Ministrów z dnia 13 stycznia 1997 r. w sprawie ustalenia szczegółowego zakresu działania Ministra – członka Rady ministrów Zbigniewa Siemiątkowskiego (Dz.U. z 1997 r. nr 5, poz. 27)

#### Zadania
- Przygotowywanie i przedstawienie Prezesowi Rady Ministrów oraz – po uzyskaniu jego zgody – Radzie Ministrów[10]:
  - projektów założeń polityki w zakresie bezpieczeństwa państwa i ochrony jego porządku konstytucyjnego,
  - projektów ustaw i rozporządzeń, dotyczących bezpieczeństwa,
  - oceny stanu bezpieczeństwa państwa,
  - projektów planów i kierunków działania służb specjalnych,
  - projektów dotyczących działań zmierzających do stworzenia zintegrowanego systemu służb specjalnych oraz innych jednostek wykonujących zadania na rzecz bezpieczeństwa państwa.

- Wykonywanie, z upoważnienia Prezesa Rady Ministrów, czynności wynikających ze sprawowania przez Prezesa Rady Ministrów funkcji nadzoru nad działalnością szefa UOP oraz związanych z odpowiedzialnością za działalność służb specjalnych, w tym[10]:
  - przygotowywanie projektów wytycznych Prezesa Rady Ministrów w sprawie działalności służb specjalnych,
  - sprawowanie bieżącego nadzoru oraz podejmowanie działań w celu ochrony bezpieczeństwa państwa działań Policji, Straży Granicznej, Żandarmerii Wojskowej i innych jednostek,
  - przygotowywanie opinii o kandydatach na stanowiska szefa UOP, szefa WSI i ich zastępców,
  - przygotowywanie oceny stanu realizacji wytycznych Prezesa Rady Ministrów.

- Wykonywanie oraz nadzorowanie zadań i misji specjalnych w dziedzinie bezpieczeństwa państwa, wyznaczonych przez Prezesa Rady Ministrów[10].
- Reprezentowanie Prezesa Rady Ministrów w kontaktach międzynarodowych związanych z działalnością służb specjalnych[10].

#### Uprawnienia
- Minister może żądać od służb specjalnych niezbędnych do wykonania jego zadań informacji dotyczących zwłaszcza[10]:
  - planowania,
  - współdziałania służb specjalnych z partnerami zagranicznymi,
  - planowania działań mających istotne znaczenie dla bezpieczeństwa państwa,
  - zasad realizacji zadań służb,
  - polityki kadrowej.

#### Działalność
Zbigniew Siemiątkowski 27 sierpnia 1997 r. poinformował publicznie, że w UOP w latach 1991–1997 działalność prowadził specjalny zespół inspekcyjno-operacyjny, kierowany przez płk. Jana Lesiaka. Zespół ten zajmował się zbieraniem informacji na temat partii prawicowych, takich jak Porozumienie Centrum, Ruch dla Rzeczypospolitej, czy Ruch Trzeciej Rzeczypospolitej, w celu dezintegracji frakcji opozycyjnych wobec prezydenta Lecha Wałęsy. Data ujawnienia tych informacji nie była przypadkowa, gdyż miała miejsce na miesiąc przed planowaną datą wyborów parlamentarnych, w których według sondaży największym poparciem cieszyła się Akcja Wyborcza Solidarność. 17 września 1997 r. zaledwie kilka dni przed wyborami szef UOP gen. Andrzej Kapkowski złożył w prokuraturze zawiadomienie, z którego wynikało, że nie tylko zespół płk. Jana Lesiaka był związany ze sprawą dotyczącą inwigilacji, ale również były szef UOP Jerzy Konieczny oraz były minister spraw wewnętrznych Andrzej Milczanowski.
W 1997 r. Zbigniew Siemiątkowski publicznie wypowiedział się o działalności rosyjskich służb specjalnych w Polsce. W jednym z wywiadów stwierdził, że rosyjska agentura wpływu działa w polskim środowisku gospodarczym i politycznym, usiłując przez to utrudnić Polsce drogę do NATO, a działania te w dłuższej perspektywie mają służyć budowie prorosyjskiego lobby. Po opublikowaniu wywiadu Zbigniew Siemiątkowski udał się z wizytą do RFN, aby wraz z niemieckim koordynatorem służb specjalnych – Berndem Schmidbauerem – dokonać oceny rosyjskiego wpływu na rozszerzenie NATO o nowe państwa byłego bloku wschodniego. Rozmawiał wówczas z szefem niemieckiego wywiadu (BND), szefem niemieckiego kontrwywiadu (BfV) oraz szefem komisji ds. służb specjalnych Bundestagu.

### Janusz Pałubicki - rząd Jerzego Buzka

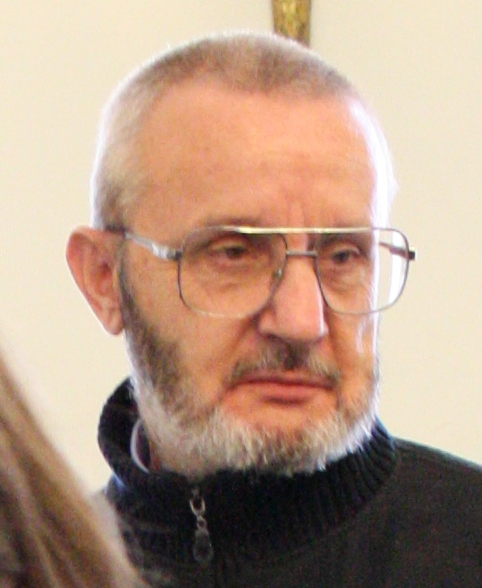
Janusz Pałubicki

W październiku 1997 r. stanowisko ministra koordynatora służb specjalnych objął Janusz Pałubicki. Po przejęciu urzędu nowy minister otrzymał takie same uprawnienia jak poprzednik, które jednak ostatecznie uległy rozszerzeniu kolejno w 1999 i 2001 roku. Do wcześniejszych zadań dodano działania kontrolne oraz możliwość wydawania decyzji administracyjnych przypisanych do kompetencji Prezesa Rady Ministrów. Nowe kompetencje odnosiły się do zadań służb specjalnych związanych z systemem ochrony informacji niejawnych.

#### Zadania
- Przygotowywanie i przedstawianie Prezesowi Rady Ministrów – oraz po uzyskaniu jego zgody – Radzie Ministrów[15]:
  - projektów założeń polityki w zakresie bezpieczeństwa państwa i ochrony jego porządku konstytucyjnego,
  - projektów ustaw i rozporządzeń, dotyczących bezpieczeństwa państwa, w tym także projektów dotyczących lustracji (z zastrzeżeniem kompetencji właściwych ministrów),
  - ocen stanu bezpieczeństwa państwa,
  - projektów planów i kierunków działania służb specjalnych,
  - ocen wykonywania przez służby specjalne powierzonych im działań,
  - projektów aktów normatywnych oraz działań zmierzających do udostępnienia obywatelom akt dotyczących bezprawnych postępowań prowadzonych przeciwko nim przez służby specjalne i inne właściwe organy,
  - projektów działań zmierzających do stworzenia zintegrowanego systemu służb specjalnych oraz innych jednostek wykonujących zadania na rzecz bezpieczeństwa państwa.
- Wykonywanie, z upoważnienia Prezesa Rady Ministrów, czynności wynikających ze sprawowania przez Prezesa Rady Ministrów funkcji nadzoru nad działalnością szefa UOP oraz związanych z odpowiedzialnością za działalność służb specjalnych, w tym[15]:
  - przygotowywanie projektów wytycznych prezesa Rady Ministrów w sprawie działalności służb specjalnych,
  - sprawowanie bieżącego nadzoru i koordynowanie działań służb specjalnych oraz podejmowanych w celu ochrony bezpieczeństwa państwa działań Policji, Straży Granicznej, Żandarmerii Wojskowej i innych jednostek,
  - koordynowanie działań służb specjalnych oraz podejmowanych w celu ochrony bezpieczeństwa państwa działań Policji, Straży Granicznej, Żandarmerii Wojskowej i innych jednostek,
  - przygotowywanie opinii o kandydatach na stanowiska szefa UOP, szefa WSI i ich zastępców,
  - przygotowywanie oceny stanu realizacji wytycznych Prezesa Rady Ministrów,
  - przeprowadzanie, z upoważnienia Prezesa Rady Ministrów kontroli postępowań sprawdzających, o której mowa w art. 43 ustawy z dnia 22 stycznia 1999 r. o ochronie informacji niejawnych (Dz. U. nr. 11, poz. 95)[17],
  - wydawanie w imieniu Prezesa Rady Ministrów postanowień i decyzji, o których mowa w art. 48c i 48f ustawy z dnia 22 stycznia 1999 r. o ochronie informacji niejawnych (Dz. U. Nr 11, poz. 95, z 2000 r. Nr 12, poz. 136 i Nr 39, poz. 462 oraz z 2001 r. Nr 22, poz. 247 i Nr 27, poz. 298)[16].

- Wykonywanie oraz nadzorowanie zadań i misji specjalnych w dziedzinie bezpieczeństwa państwa, wyznaczonych przez Prezesa Rady Ministrów[15].

- Reprezentowanie Prezesa Rady Ministrów w kontaktach międzynarodowych związanych z działalnością służb specjalnych[15].

#### Uprawnienia
- Minister w zakresie realizacji swoich zadań może żądać od służb specjalnych wszelkich informacji, w szczególności dotyczących[15]:
  - planowania budżetu oraz jego wykonania,
  - planowanych działań mających istotne znaczenie dla bezpieczeństwa państwa,
  - zasad i trybu realizacji zadań służbowych,
  - polityki kadrowej,
  - współdziałania służb specjalnych z partnerami zagranicznymi.

#### Działalność
Działalność Janusza Pałubickiego jako ministra koordynatora służb specjalnych nie znajdowała się w szczególnym zainteresowaniu mediów i opinii publicznej. Według sondażu CBOS z grudnia 1998 r. jedynie 30% respondentów deklarowało znajomość postaci Janusza Pałubickiego. Z wypowiedzi Janusza Pałubickiego można wnioskować, że w czasie pełnienia przez niego urzędu ministra koordynatora, instytucja ta wyróżniała się silnym, antykomunistycznym charakterem, przekładającym się zwłaszcza na niechęć wobec dawnego, komunistycznego aparatu bezpieczeństwa państwa. Jedynym z wydarzeń potwierdzających stanowisko, jakie ówcześnie zajmował Janusz Pałubicki odnosi się do weta prezydenta Aleksandra Kwaśniewskiego w sprawie ustawy o Instytucie Pamięci Narodowej. Janusz Pałubicki nazwał go wówczas „prezydentem wszystkich ubeków”.

### Zbigniew Wassermann – rząd Kazimierza Marcinkiewicza

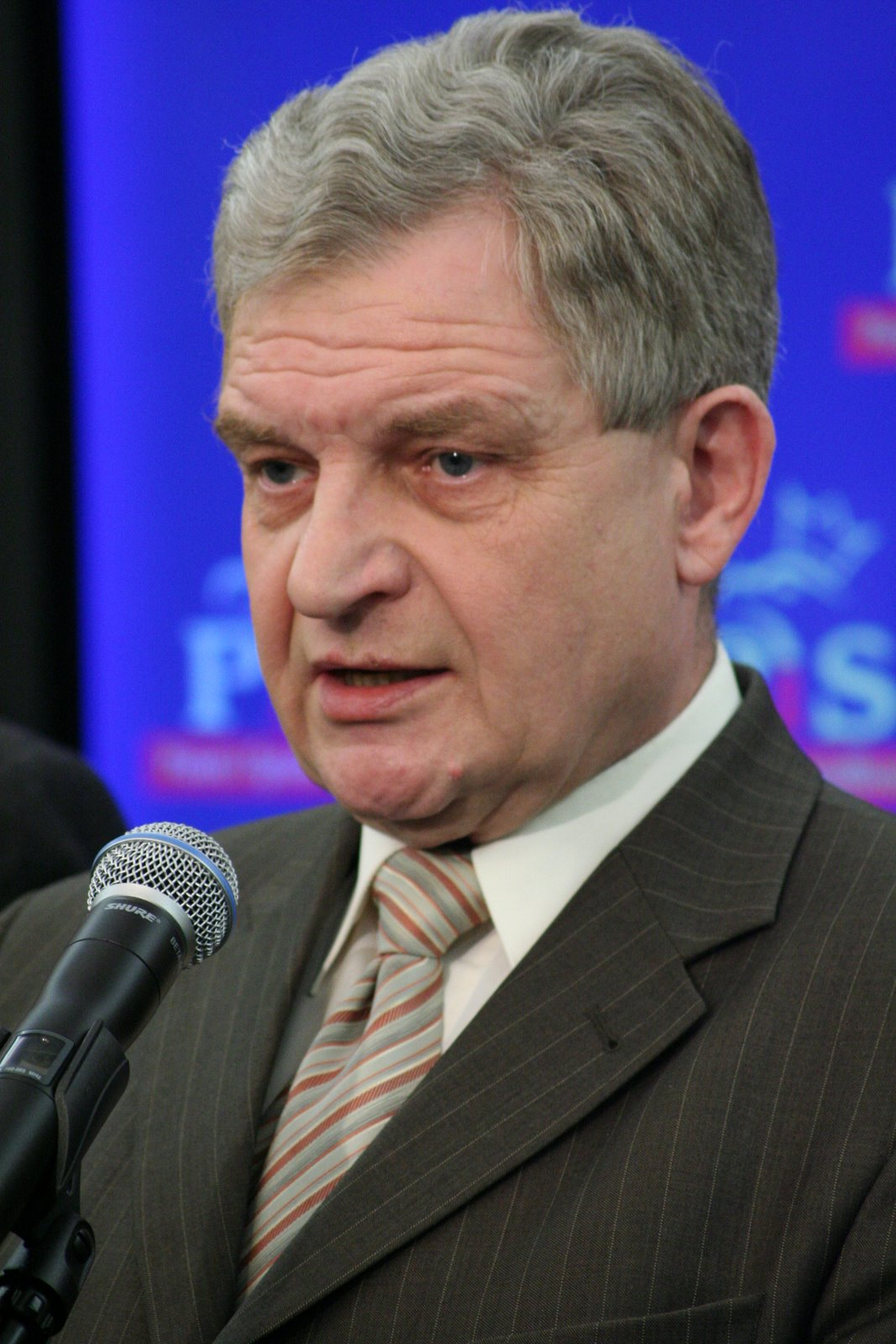
Zbigniew Wassermann

Kolejne zmiany na stanowisku ministra koordynatora służb specjalnych nastąpiły dopiero w 2005 r. po objęciu tej funkcji przez Zbigniewa Wassermana na podstawie dwóch rozporządzeń kolejno z 2 listopada 2005 r. i 13 kwietnia 2006 r. Wśród przyznanych uprawnień znalazły się funkcje kontrolne i koordynacyjne działalność służb specjalnych oraz ich współpracę z innymi organami państwowymi, włączając w to również współpracę ze służbami innych państw.
Do kompetencji ministra koordynatora dodano również możliwość opracowywania przez niego wytycznych dla ministra obrony narodowej, w kwestiach zarządzania wojskowymi służbami specjalnymi. Miało to bowiem wpłynąć na ułatwienie koordynacji między wszystkimi służbami specjalnymi. Dodatkowo, upoważniono ministra koordynatora służb specjalnych do nałożenia środków nadzorczych na inne instytucje zajmujące się bezpieczeństwem i obronnością państwa, które zobowiązane były do współpracy ze służbami specjalnymi. Zgodnie z rozporządzeniami minister koordynator rozpatrywał także w imieniu Prezesa Rady Ministrów skargi na działalności służb specjalnych.

#### Zadania
- Wykonywanie czynności wynikających ze sprawowanej przez Prezesa Rady Ministrów funkcji nadzoru nad działalnością ABW i AW oraz funkcji kontrolnych wobec WSI, realizowanych za pośrednictwem ministra obrony narodowej oraz związanych z odpowiedzialnością za działalność tych służb[22].
- Wykonywanie i nadzorowanie zadań oraz misji specjalnych w dziedzinie bezpieczeństwa państwa, wyznaczonych przez Prezesa Rady Ministrów[22].

- Koordynowanie[20]:
  - działalności ABW, AW i WSI,
  - współdziałania służb specjalnych z właściwymi organami i służbami innych państw, także w zakresie zadań i misji specjalnych w dziedzinie bezpieczeństwa państwa,
  - działalności służb specjalnych z Policją, Strażą Graniczną, Żandarmerią Wojskową, Służbą Więzienną, Służbą Celną, organami: celnymi, skarbowymi, kontroli skarbowej, informacji finansowej i służbami rozpoznania Sił Zbrojnych RP oraz ich współdziałania w dziedzinie ochrony bezpieczeństwa państwa.

- Przygotowywanie i przedstawianie Prezesowi Rady Ministrów – oraz po uzyskaniu jego zgody, Radzie Ministrów[20]:
  - projektów założeń polityki w zakresie bezpieczeństwa państwa i ochrony jego porządku konstytucyjnego,
  - projektów ustaw i rozporządzeń, dotyczących bezpieczeństwa państwa, w tym także projektów dotyczących lustracji, z zastrzeżeniem kompetencji właściwych ministrów,
  - opinii w sprawie projektów aktów prawnych i innych dokumentów rządowych w zakresie związanym z bezpieczeństwem państwa,
  - ocen stanu bezpieczeństwa państwa,
  - projektów planów i kierunków działania służb specjalnych,
  - ocen wykonywania przez służby i organy powierzonych im zadań, w tym także ocen dotyczących współdziałania z organami i instytucjami państwowymi oraz z innymi zobowiązanymi podmiotami,
  - projektów działań zmierzających do stworzenia zintegrowanego systemu służb specjalnych oraz innych jednostek organizacyjnych wykonujących zadania na rzecz bezpieczeństwa państwa,
  - projektów wytycznych Prezesa Rady Ministrów w sprawie działalności służb specjalnych oraz oceny stanu ich realizacji[22],
  - projektów wytycznych Prezesa Rady Ministrów wiążących właściwych ministrów w sprawie współdziałania służb specjalnych oraz oceny stanu ich realizacji.
- Kontrolowanie realizacji zadań służb i organów w zakresie działań podejmowanych w celu ochrony bezpieczeństwa państwa[20].
- Sprawowanie bieżącego nadzoru i kontroli, a także koordynowanie działań ABW i AW w zakresie ich kompetencji ustawowych[22].
- Sprawowanie bieżącej kontroli wobec WSI poprzez „żądanie od ich Szefa informacji, dokumentów i sprawozdań, po uprzednim zawiadomieniu ministra obrony narodowej[22].
- Opracowywanie i przedstawianie Prezesowi Rady Ministrów projektów wytycznych dla ministra obrony narodowej w odniesieniu do działalności WSI i ŻW, w celu zapewnienia wymaganego współdziałania służb specjalnych[22].
- Stosowanie środków nadzoru określonych w ustawach, wynikających z odpowiedzialności za działania służb specjalnych[22].
- Wnioskowanie do Prezesa Rady Ministrów o zastosowanie środków nadzoru, określonych w ustawach i wynikających z odpowiedzialności za działanie służb i organów[20].
- Wydawanie w imieniu Prezesa Rady Ministrów postanowień i decyzji, o których mowa w art. 48c i 48f ustawy z dnia 22 stycznia 1999 r. o ochronie informacji niejawnych (Dz. U. z 2005 r. Nr 196, poz. 1631), oraz wypełnianie innych zadań wynikających z ochrony informacji niejawnych stanowiących tajemnicę państwową[20].
- Przygotowanie opinii o kandydatach na stanowiska szefa ABW, szefa AW i szefa WSI oraz ich zastępców[22].
- Reprezentowanie Prezesa Rady Ministrów w kontaktach międzynarodowych związanych z działalnością służb specjalnych[20].
- Rozpatrywanie w imieniu Prezesa Rady Ministrów skarg na działalność służb specjalnych[22].

#### Uprawnienia
- Minister w zakresie realizacji swoich zadań może żądać od służb specjalnych wszelkich informacji, w szczególności dotyczących[20]:
  - planowania budżetu oraz jego wykonania,
  - planowanych działań mających istotne znaczenie dla bezpieczeństwa państwa,
  - zasad i trybu realizacji zadań służbowych,
  - polityki kadrowej,
  - współdziałania służb specjalnych z partnerami zagranicznymi.
- Organy administracji rządowej są zobowiązane do udzielenia ministrowie koordynatorowi służb specjalnych pomocy w realizacji jego zadań[20].
- W zakresie niezbędnym do wykonania zadań określonych w rozporządzeniu minister koordynator służb specjalnych może[20]:
  - powoływać zespoły do opracowania określonych zagadnień,
  - zlecać sporządzanie ekspertyz oraz innych opracowań.

#### Działalność
Zbigniew Wassermann pełniąc funkcje ministra koordynatora publicznie wypowiadał się m.in. w sprawie afery dotyczącej nielegalnego finansowania Samoobrony, broniąc ABW przed oskarżeniami o bycie źródłem przecieku informacji do mediów. W grudniu 2005 r. Zbigniew Wassermann odpowiadał przecząco na pytania dotyczącego jego wiedzy na temat tajnych więzień CIA w Polsce. Do Zbigniewa Wassermanna w grudniu 2005 r. z zapytaniem w sprawie więzień CIA zwrócił się również Rzecznik Praw Obywatelskich, pytając o definitywne i jednoznaczne rozstrzygnięcie doniesień dotyczących przetrzymywania i transportu przez terytorium Polski osób podejrzanych o terroryzm. W odpowiedzi na pismo Rzecznika Praw Obywatelskich Zbigniew Wassermann podtrzymał stanowisko rządu Kazimierza Marcinkiewicza i zaprzeczył istnieniu więzień CIA w Polsce, traktując sprawę jako zamkniętą.
Zbigniew Wassermann zapowiadał przeprowadzenie reformy w cywilnych służbach specjalnych. Zwracał uwagę na konieczność zwiększenia dynamiki działań i odważniejszego działania w przypadku gdy, dowody mogłyby wskazywać na osoby zajmujące wysokie stanowiska państwowe. Jako minister koordynator służb specjalnych podkreślał również znacznie odpowiednich mechanizmów kontroli i nadzoru nad służbami specjalnymi, tak by spełniały one normy demokratycznego państwa prawa.

### Zbigniew Wassermann – rząd Jarosława Kaczyńskiego
Złożenie dymisji przez Kazimierza Marcinkiewicza oraz powołanie Jarosława Kaczyńskiego na urząd premiera nie rzutowało na znaczące zmiany w składzie Rady Ministrów. Zbigniew Wasserman zachował funkcję ministra koordynatora służb specjalnych, ponownie mu przyznane w drodze rozporządzenia.
Nowe rozporządzenie znacznie rozszerzało kompetencje ministra koordynatora służb specjalnych o czynności wynikające ze sprawowanego przez szefa rządu nadzoru nad ABW, AW oraz CBA, a także o działania nadzorcze premiera wobec SKW i SWW wykonywane za pośrednictwem ministra obrony narodowej. Nowe rozporządzenia znacznie wzmocniły pozycje samego ministra. Wśród nowych przepisów znalazła się możliwość żądania (po wcześniejszym zawiadomieniu ministra obrony narodowej) informacji, dokumentów i sprawozdań od szefów wojskowych służb specjalnych (odnośnie działalności tych instytucji, z włączeniem informacji odnośnie poszczególnych spraw, aktów postępowań prawnych oraz aktów postępowań operacyjnych).
Na mocy rozporządzenia z 2006 r. oficjalnie nazwano sprawowany przez Zbigniewa Wassermanna urząd – ministrem koordynatorem służb specjalnych. Przyznanie ministrowi koordynatorowi tak daleko idących uprawnień było spowodowane przede wszystkim zmianami, do jakich doszło w samych strukturach służb specjalnych. Po likwidacji UOP, na miejsce tej służby z dniem 22 maja 2002 r. powołano ABW oraz AW. Natomiast 9 czerwca 2006 r. zlikwidowane WSI zastąpiły dwie nowe służby specjalne: SWW i SKW. W 2006 roku powołana została również nowa służba specjalna – CBA. Konieczne więc było uregulowanie relacji między ministrem koordynatorem służb specjalnych a nowo powołaną służbą specjalną.

#### Zadania
- Wykonywanie czynności wynikających z bezpośredniej podległości szefów ABW oraz AW Prezesowi Rady Ministrów[28].
- Wykonywanie czynności wynikających ze sprawowanej przez Prezesa Rady Ministrów funkcji nadzoru nad działalnością ABW, AW oraz CBA, z wyłączeniem nadzoru procesowego określonego w odrębnych przepisach oraz wykonywanie, za pośrednictwem ministra obrony narodowej, funkcji kontrolnych wobec SKW oraz SWW, a do czasu likwidacji również WSI oraz innych czynności związanych z odpowiedzialnością Prezesa Rady Ministrów za działalność służb specjalnych[28].
- Koordynowanie i kontrolowanie działalności służb specjalnych oraz ich współdziałania z Policją, Strażą Graniczną, Żandarmerią Wojskową, Służbą Więzienną, Służbą Celną, organami: celnymi, skarbowymi, kontroli skarbowej, informacji finansowej i służbami rozpoznania Sił Zbrojnych RP w dziedzinie ochrony bezpieczeństwa państwa[28].
- Koordynowanie współdziałania służb specjalnych z właściwymi organami i służbami innych państw[28].
- Wykonywanie i nadzorowanie innych wyznaczonych przez Prezesa Rady Ministrów zadań w dziedzinie bezpieczeństwa państwa, w tym misji specjalnych[28].
- Wykonywanie zadań ministra koordynatora służb specjalnych przewidzianych w ustawie z dnia 9 czerwca 2006 r. o SKW oraz SWW[28].
- Przygotowywanie i przedstawianie Prezesowi Rady Ministrów – oraz po uzyskaniu jego zgody, Radzie Ministrów[28]:
  - projektów założeń polityki w zakresie bezpieczeństwa państwa i ochrony jego porządku konstytucyjnego,
  - projektów ustaw i rozporządzeń, dotyczących bezpieczeństwa państwa, w tym także projektów dotyczących lustracji, z zastrzeżeniem kompetencji właściwych ministrów,
  - opinii w sprawie projektów aktów prawnych i innych dokumentów rządowych w zakresie związanym z bezpieczeństwem państwa,
  - ocen stanu bezpieczeństwa państwa,
  - projektów planów i kierunków działania służb specjalnych,
  - ocen wykonywania przez służby i organy powierzonych im zadań,
  - projektów działań zmierzających do stworzenia zintegrowanego systemu służb specjalnych oraz innych jednostek organizacyjnych wykonujących zadania na rzecz bezpieczeństwa państwa,
  - projektów wytycznych Prezesa Rady Ministrów w sprawie działalności służb specjalnych oraz oceny stanu ich realizacji,
  - projektów wytycznych Prezesa Rady Ministrów wiążących właściwych ministrów w sprawie współdziałania służb specjalnych oraz oceny stanu ich realizacji,
  - projektów wytycznych dla ministra obrony narodowej w odniesieniu do działalności SKW, SWW i ŻW, a do czasu likwidacji również WSI, w celu zapewnienia wymaganego współdziałania służb specjalnych.
- Wnioskowanie do Prezesa Rady Ministrów o zastosowanie środków nadzoru, określonych w ustawach, wynikających z odpowiedzialności za działania służb specjalnych i organów[28].
- Prowadzenie postępowań kontrolnych realizacji zadań służb specjalnych oraz ich współdziałania w dziedzinie ochrony bezpieczeństwa państwa[28].
- Przygotowanie opinii o kandydatach na stanowiska szefa ABW, szefa AW i szefa WSI oraz ich zastępców[28].
- Wydawanie w imieniu Prezesa Rady Ministrów postanowień i decyzji, o których mowa w art. 48c, 48d, 48e i 48f ustawy z dnia 22 stycznia 1999 r. o ochronie informacji niejawnych (Dz. U. z 2005 r. Nr 196, poz. 1631 oraz z 2006 r. Nr 104, poz. 708 i 711), oraz wypełnianie innych zadań wynikających z ochrony informacji niejawnych stanowiących tajemnicę państwową[28].
- Przygotowywanie lub opiniowanie projektów decyzji Prezesa Rady Ministrów wydawanych na podstawie ustawy z dnia 24 maja 2002 r. o Agencji Bezpieczeństwa Wewnętrznego oraz Agencji Wywiadu[28].
- Rozpatrywanie w imieniu Prezesa Rady Ministrów skarg na działalność służb specjalnych[28].
- Reprezentowanie Prezesa Rady Ministrów w kontaktach międzynarodowych związanych z działalnością służb specjalnych[28].

#### Uprawnienia
- Żądanie od szefów ABW, AW oraz CBA informacji, dokumentów i sprawozdań dotyczących poszczególnej sprawy albo rodzaju spraw.
- Żądanie od Szefów SKW, SWW, a do czasu likwidacji równie” WSI, po uprzednim zawiadomieniu ministra obrony narodowej, informacji, dokumentów i sprawozdań dotyczących poszczególnej sprawy albo rodzaju spraw[28].
- Żądanie informacji i opinii od służb specjalnych w szczególności dotyczących[28]:
  - planowania budżetu oraz jego wykonania,
  - planowania działań mających istotne znaczenie dla bezpieczeństwa państwa,
  - zasad i trybu realizacji zadań służbowych,
  - akt postępowań karnych,
  - akt czynności operacyjnych,
  - polityki kadrowej,
  - współdziałania służb specjalnych z właściwymi organami i służbami innych państw.
- Organy administracji rządowej są zobowiązane do udzielenia ministrowi koordynatorowi służb specjalnych pomocy w realizacji jego zadań[28].
- W zakresie niezbędnym do wykonania zadań określonych w rozporządzeniu minister koordynator służb specjalnych może[28]:
  - powoływać rady i zespoły, jako organy pomocnicze w sprawach należących do zakresu jego działania,
  - zlecać sporządzanie ekspertyz oraz innych opracowań.

#### Działalność
W mediach pojawiają się doniesienia dotyczące wiedzy Zbigniewa Wassermanna o obecności tajnych więzień CIA w Polsce. Minister koordynator służb specjalnych, powołując się na ochronę tajemnicy państwowej odmówił bezpośredniego odniesienia się do sprawy. Zbigniew Wassermann odniósł się do śmierci Barbary Bildy i stwierdził, że funkcjonariusze ABW nie popełnili błędów podczas przeszukania mieszkania posłanki. Zlecił zbadania okoliczności jej śmierci Policji oraz szefowi ABW przeprowadzenie postępowania wyjaśniającego.

### Jacek Cichocki – drugi rząd Donalda Tuska

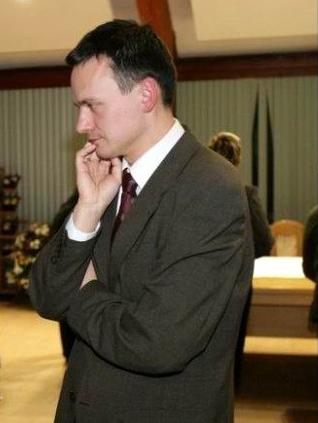
Jacek Cichocki

W 2011 r. Prezes Rady Ministrów wydał nowe rozporządzenie, przywracające pozycje ministra koordynatora służb specjalnych. Funkcja ta została przyznana Jackowi Cichockiemu, który w tym samym czasie pełnił także rolę Ministra Spraw Wewnętrznych (MSW).
Zgodnie z rozporządzeniami dotyczącymi Jacka Cichockiego oraz Bartłomieja Sienkiewicza obaj ministrowie posiadali niemal identyczne kompetencje, niemniej nie były one tak rozbudowane jak w przypadku Zbigniewa Wassermana. Zadania przez nich realizowane były zbliżone zakresem do kompetencji jakie posiadał minister koordynator służb specjalnych przed 2005 r. Skupiały się przede wszystkim na koordynacji i nadzorze służb specjalnych (zarówno cywilnych, jak i wojskowych), przy czym ograniczały się wyłącznie do działań opisanych już w odpowiednich ustawach. Kompetencje ministra dotyczyły m.in. możliwości projektowania aktów prawnych oraz dostępu do innych dokumentów, związanych z działalnością służb specjalnych, a także współpracy służb specjalnych z innymi instytucjami państwowymi oraz służbami zagranicznymi (zaś w przypadku CBA również organizacjami międzynarodowymi). Minister koordynator służb specjalnych mógł także żądać informacji od szefów służb dotyczących planowania, realizacji zadań lub mogących mieć istotne znaczenie w kwestiach bezpieczeństwa państwa. Przyznane zostały również kompetencje wynikające ze stosunku służbowego między szefem rządu a szefami cywilnych służb specjalnych.

#### Zadania
- Koordynowanie działalności ABW, AW, SKW, SWW i CBA i sprawowanie nadzoru nad nimi[34].
- Przygotowywanie, uzgadnianie i wnoszenie do rozpatrzenia przez Radę Ministrów projektów: założeń projektów ustaw, ustaw, rozporządzeń i innych aktów prawnych oraz dokumentów rządowych dotyczących służb specjalnych[34].
- Zapewnia współdziałania służb specjalnych w celu realizacji ich ustawowych zadań[34].
- Zapoznawanie się z informacjami[34]:
  - mogącymi mieć istotne znaczenie dla bezpieczeństwa i międzynarodowej pozycji RP przekazanymi przez służby specjalne,
  - pełnomocnika do spraw kontroli przetwarzania przez CBA danych osobowych o naruszeniu przepisów ustawy z dnia 9 czerwca 2006 r. o CBA oraz przepisów o ochronie danych osobowych,
  - CBA w zakresie działalności analitycznej dotyczącej zjawisk występujących w obszarze jego właściwości.
- Zapoznawanie się i opiniowanie rocznych sprawozdań przedstawianych przez pełnomocnika do spraw kontroli przetwarzania przez CBA danych osobowych[34].
- Analizowanie składanych przez szefa CBA oraz jego zastępców Prezesowi Rady Ministrów oświadczeń majątkowych[34].
- Dokonywanie uzgodnień dotyczących kontroli lub poszczególne jej czynności przeprowadzanych przez CBA w obiektach pozostających w zarządzie Kancelarii Sejmu i Kancelarii Senatu[34].
- Dokonywanie czynności wynikających ze stosunku służbowego szefa ABW, szefa AW i szefa CBA z wyłączeniem ich powoływania i odwoływania[34].

#### Uprawnienia
- Może żądać od szefów służb specjalnych informacji związanych z planowaniem i wykonywaniem powierzonych im zadań[34].
- Wyrażanie zgody na współdziałanie z właściwymi organami i służbami innych państw przez ABW, AW, SKW i SWW, a w przypadku CBA także z organizacjami międzynarodowymi[34].

#### Działalność
Jacek Cichocki znaczną część swojej publicznej działalności jako minister koordynator służb specjalnych skupił wokół zagadnień uprawnień służb specjalnych i policyjnych oraz kontroli nad nimi. W 2011 r. zaproponował powołanie przez Sejm niezależnej, 6-osobowej komisji eksperckiej mającej kontrolować służby pod kątem przestrzegania praw obywateli. Według Jacka Cichockiego taki organ powinien dysponować wglądem w najwrażliwsze akta oraz dysponować prawem do przesłuchiwania funkcjonariuszy. Jacek Cichocki swój sprzeciw wyraził również w sprawie wdrażania w Polsce projektu systemu INDECT, służącemu do inteligentnej obserwacji i automatycznego wykrywania podejrzanych zachowań lub przemocy w środowisku miejskim. Podkreślał wówczas, że polskie służby już dysponują skutecznymi narzędziami do walki z przestępczością i nie potrzebują kolejnej innowacji, zwłaszcza takiej wzbudzającej kontrowersje związane z masowym profilowaniem społeczeństwa. W innych wypowiedziach Jacek Cichocki podkreślał znaczenie kontroli nad pozyskiwaniem przez uprawnione podmioty danych telekomunikacyjnych i ich przetwarzaniem.
Zgodnie z ustaleniami sejmowej komisji śledczej ds. Amber Gold, postawa Jacka Cichockiego podczas pełnionej wówczas funkcji ministra koordynatora służb specjalnych była wysoce niezadowalająca. Oskarżono go o udzielnie opinii publicznej nieprawdziwych informacji dotyczących działań prowadzonych przez służby specjalne w sprawie firmy Amber Gold od marca 2012 roku (informacje udzielone przez niego Sejmowi 30 sierpnia 2012 roku). Ujawniono bowiem, że czynności w tym zakresie podejmowano już niespełna rok wcześniej, w sierpniu 2011 roku. Komisja uznała, że nie było żadnych merytorycznych uzasadnień dla niewszczęcia postępowania i niepowiadomienia premiera i prezydenta już w 2011 roku. J. Cichocki podtrzymywał na przesłuchaniu z 2018 roku, że przed majem 2012 roku (notatka Krzysztofa Bondaryka skierowana do najważniejszych osób w państwie, w tym do koordynatora służb specjalnych, informująca o zagrożeniu ze strony Amber Gold) jego wiedza na temat sprawy ograniczała się jedynie do tego, co było wówczas obecne w doniesieniach prasowych i medialnych.

### Bartłomiej Sienkiewicz - drugi rząd Donalda Tuska

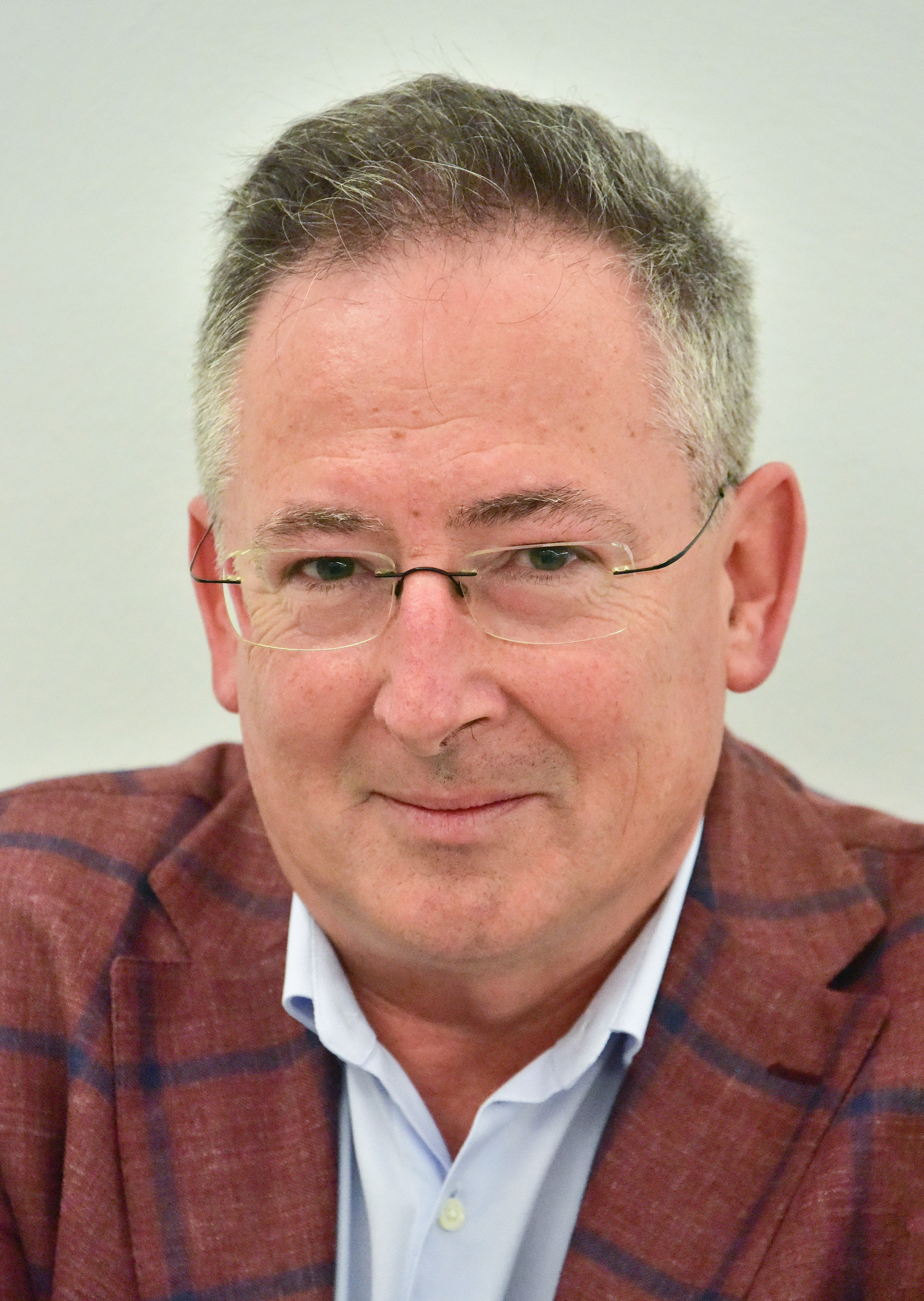
Bartłomiej Sienkiewicz

Kiedy 20 lutego 2013 r. Jacek Cichocki został mianowany szefem kancelarii Prezesa Rady Ministrów, premier Donald Tusk na mocy nowego rozporządzenia przekazał obowiązek koordynacji i nadzoru nad służbami specjalnymi nowemu ministrowi spraw wewnętrznych Bartłomiejowi Sienkiewiczowi.

#### Zadania
- Koordynacja działalności ABW, AW, SKW, SWW i CBA oraz sprawowanie nadzoru nad nimi[43].
- Przygotowywanie, uzgadnianie i wnoszenie do rozpatrzenia przez Radę Ministrów projektów: założeń projektów ustaw, ustaw, rozporządzeń i innych aktów prawnych oraz dokumentów rządowych dotyczących służb specjalnych[43].
- Zapewnia współdziałania służb specjalnych w celu realizacji ich ustawowych zadań[43].
- Zapoznaje się z informacjami[43]:
  - mogącymi mieć istotne znaczenie dla bezpieczeństwa i międzynarodowej pozycji RP przekazanymi przez służby specjalne,
  - pełnomocnika do spraw kontroli przetwarzania przez CBA danych osobowych o naruszeniu przepisów ustawy z dnia 9 czerwca 2006 r. o CBA oraz przepisów o ochronie danych osobowych,
  - CBA w zakresie działalności analitycznej dotyczącej zjawisk występujących w obszarze jego właściwości.
- Zapoznawanie się i opiniowanie rocznych sprawozdań przedstawianych przez pełnomocnika do spraw kontroli przetwarzania przez CBA danych osobowych[43].
- Analizowanie składanych przez szefa CBA oraz jego zastępców Prezesowi Rady Ministrów oświadczeń majątkowych[43].
- Dokonywanie uzgodnień dotyczących kontroli lub poszczególne jej czynności przeprowadzanych przez CBA w obiektach pozostających w zarządzie Kancelarii Sejmu i Kancelarii Senatu[43].
- Dokonywanie czynności wynikających ze stosunku służbowego szefa ABW, szefa AW i szefa CBA z wyłączeniem ich powoływania i odwoływania[43].

#### Uprawnienia
- Żądanie od szefów służb specjalnych informacji związanych z planowaniem i wykonywaniem powierzonych im zadań[43].
- Wyrażanie zgody na współdziałanie z właściwymi organami i służbami innych państw przez ABW, AW, a w przypadku CBA o także z organizacjami międzynarodowymi[43].

#### Działalność
Zgodnie z doniesieniami prasowymi i rządowymi 23 kwietnia 2014 r. odbyły się największe od lat 70. ćwiczenia służb podległych MSW. W wywiadzie minister koordynator służb specjalnych powiedział, że przedsięwzięcie skierowane jest na diagnozowanie słabych stron działań służb w sytuacjach kryzysowych. W czerwcu 2014 r. tygodnik „Wprost” opublikował materiały dotyczące tzw. „afery podsłuchowej”, w którą jedną z zaangażowanych osób był Bartłomiej Sienkiewicz. W jej wyniku, został zmuszony do rezygnacji z urzędu ministra spraw wewnętrznych i pełnienia funkcji ministra koordynator służb specjalnych.

### Jacek Cichocki – rząd Ewy Kopacz
W rządzie Ewy Kopacz funkcję ministra koordynatora służb specjalnych objął po raz drugi Jacek Cichocki i sprawował tę funkcję do 17 czerwca 2015 r.

#### Zadania
- Koordynacja działalności ABW, AW, SKW, SWW i CBA oraz sprawowanie nadzoru nad nimi[51].
- Przygotowywanie, uzgadnianie i wnoszenie do rozpatrzenia przez Radę Ministrów projektów: założeń projektów ustaw, ustaw, rozporządzeń i innych aktów prawnych oraz dokumentów rządowych dotyczących służb specjalnych[51].
- Zapewnia współdziałania służb specjalnych w celu realizacji ich ustawowych zadań[51].
- Zapoznawanie się z informacjami[51]:
  - mogącymi mieć istotne znaczenie dla bezpieczeństwa i międzynarodowej pozycji RP przekazanymi przez służby specjalne,
  - pełnomocnika do spraw kontroli przetwarzania przez CBA danych osobowych o naruszeniu przepisów ustawy z dnia 9 czerwca 2006 r. o CBA oraz przepisów o ochronie danych osobowych,
  - CBA w zakresie działalności analitycznej dotyczącej zjawisk występujących w obszarze jego właściwości.
- Zapoznawanie się i opiniowanie rocznych sprawozdań przedstawianych przez pełnomocnika do spraw kontroli przetwarzania przez CBA danych osobowych[51].
- Analizowanie składanych przez szefa CBA oraz jego zastępców Prezesowi Rady Ministrów oświadczeń majątkowych[51].
- Dokonywanie uzgodnień dotyczących kontroli lub poszczególnych jej czynności przeprowadzanych przez CBA w obiektach pozostających w zarządzie Kancelarii Sejmu i Kancelarii Senatu[51].
- Dokonywanie czynności wynikających ze stosunku służbowego szefa ABW, szefa AW i szefa CBA z wyłączeniem ich powoływania i odwoływania[51].

#### Uprawnienia
- Żądanie od szefów służb specjalnych informacji związanych z planowaniem i wykonywaniem powierzonych im zadań[51].
- Wyrażanie zgody na współdziałanie z właściwymi organami i służbami innych państw przez ABW, AW, a w przypadku CBA także z organizacjami międzynarodowymi[51].
- Wyrażanie zgody na współpracę SKW i SWW ze służbami i organami innych państw po zasięgnięciu opinii ministra obrony narodowej[51].

#### Działalność
W 2015 r. Jacek Cichocki zrezygnował z pełnionej funkcji ministra koordynatora służb specjalnych w związku z aferą podsłuchową. Przyjął on na siebie odpowiedzialność za niewystarczająco skuteczne działanie służb.

### Mariusz Kamiński – rząd Beaty Szydło

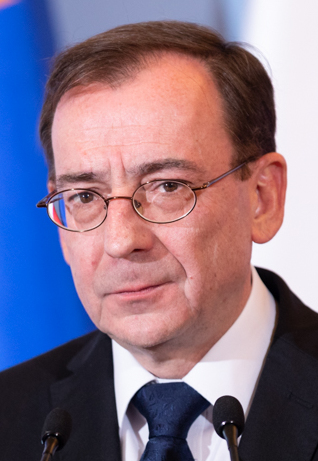
Mariusz Kamiński

Po wyborach parlamentarnych w 2015 r. funkcja Ministra Koordynatora Służb Specjalnych została powierzona Mariuszowi Kamińskiemu. Powołany został on na to stanowisko na mocy trzech rozporządzeń opublikowanych kolejno w 2015 r., w 2017 r. i w 2019 r. Rozporządzenia wprowadzały szereg nowych rozwiązań prawnych, których dotychczas nie stosowano. Przede wszystkim, doszło do znacznego rozbudowania zadań nowego ministra koordynatora służb specjalnych, a także ich uporządkowania na kwestie związane z nadzorem, kontrolą i koordynacją. Przydzielenie nowych uprawnień zdecydowanie wzmocniło status samego ministra koordynatora, zarówno jeśli chodzi o jego pozycje w stosunku do służb specjalnych, jak i usytuowania w systemie bezpieczeństwa państwa.

#### Zadania
- Sprawowanie nadzoru i kontroli działalności służb specjalnych[53].
- Koordynowanie działalności służb specjalnych[53].
- Wspomaganie Rady Ministrów w kształtowaniu głównych kierunków polityki rządu dotyczącej działalności służb specjalnych[53].
- Wyznaczanie strategicznych kierunków rozwoju i funkcjonowania służb specjalnych[53].
- Badanie, ocenianie i monitorowanie poprawności realizacji przez służby specjalne zadań określonych w przepisach prawa, wytycznych, planach i programach[53].
- Opracowywanie programów działalności służb specjalnych w dziedzinie ochrony bezpieczeństwa państwa[53].
- Zatwierdzanie rocznych planów i sprawozdań przygotowywanych przez szefów służb specjalnych[53].
- Dokonywanie oceny stopnia realizacji rocznych planów działalności służb specjalnych oraz formułowanie wniosków i rekomendacji wynikających z tej oceny[53].
- Wyznaczanie celów i kierunków rozwoju współpracy międzynarodowej służb specjalnych oraz dokonywanie oceny efektów tej współpracy[53].
- Wyznaczanie standardów i minimalnych wymagań w zakresie zarządzania zasobami ludzkimi i mieniem w służbach specjalnych[53].
- Analizowanie i dokonywanie oceny działań podejmowanych przez: ABW oraz SKW w zakresie nadzoru funkcjonowania systemu ochrony informacji niejawnych i szefa ABW w zakresie wykonywania funkcji krajowej władzy bezpieczeństwa[53].
- Rozpatrywanie skarg na działalność służb specjalnych[53].
- Przeprowadzanie kontroli w służbach specjalnych na zasadach i w trybie określonych w Ustawie z dnia 15 lipca 2011 r. o kontroli w administracji rządowej (Dz. U. Nr 185, poz. 1092)[53].
- Przeprowadzanie kontroli prawidłowości realizacji postępowań sprawdzających, kontrolnych postępowań sprawdzających oraz postępowań bezpieczeństwa przemysłowego[53].
- Analizowanie i dokonywanie oceny stosowania przez służby specjalne uprawnień umożliwiających ingerencję w prawa i wolności człowieka i obywatela[53].
- Podejmowanie działań służących zapewnieniu współdziałania służb specjalnych w ramach przyznanych im kompetencji i postawionych przed nimi zadań, a także organizowanie i zapewnienie współpracy służb specjalnych z innymi służbami i instytucjami realizującymi zadania w zakresie bezpieczeństwa państwa[53].
- Zapewnianie optymalnych warunków dla współpracy służb specjalnych ze służbami specjalnymi innych państw i organizacjami międzynarodowymi[53].
- Wyrażanie zgody na współdziałanie ABW i AW z właściwymi organami i służbami innych państw, a w przypadku CBA – także z organizacjami międzynarodowymi[53].
- Organizowanie warunków prawidłowego funkcjonowania systemu wywiadowczego państwa, w sposób zapewniający efektywne wykorzystanie informacji dotyczących strategicznych interesów państwa przez konstytucyjne organy państwa[53].
- Opracowywanie i przygotowywanie projektów ustaw, rozporządzeń i innych aktów prawnych dotyczących bezpieczeństwa państwa, z zastrzeżeniem kompetencji właściwych ministrów, oraz programów służących zbudowaniu zintegrowanego systemu służb specjalnych[53].
- Rozstrzyganie sporów kompetencyjnych między służbami specjalnymi[53].
- Opracowywanie, prowadzenie procesu uzgodnień, konsultacji publicznych lub opiniowania oraz wnoszenie do rozpatrzenia: założeń projektów ustaw, projektów ustaw, projektów rozporządzeń i innych aktów prawnych oraz dokumentów rządowych dotyczących służb specjalnych[53].
- Prowadzenie współpracy międzynarodowej z organami innych państw oraz instytucjami międzynarodowymi zajmującymi się nadzorem, koordynacją i kontrolą służb specjalnych[53].
- Organizowanie polityki informacyjnej systemu służb specjalnych oraz wyznaczanie założeń i kierunków działań podejmowanych w tej dziedzinie przez służby specjalne[53].
- Prowadzenie badań i studiów nad systemami zarządzania służbami specjalnymi oraz ich kontrolą w celu optymalizacji rozwiązań stosowanych w Polsce[53].

#### Uprawnienia
- Żądanie dostępu do informacji, w tym niejawnych, dokumentów, analiz i sprawozdań okresowych lub dotyczących poszczególnej sprawy albo rodzaju spraw od szefów służb specjalnych[53].
- Żądanie dostępu do informacji dotyczących planowania budżetu i jego wykonywania oraz polityki kadrowej prowadzonej w poszczególnych służbach specjalnych[53].
- Wydawanie szefom służb specjalnych wiążących ich wytycznych i poleceń[53] w celu koordynacji działań w dziedzinie ochrony bezpieczeństwa i obronności państwa[56].
- Wydawanie decyzji[53] dotyczących możliwości podejmowania przez służby specjalne współdziałania z właściwymi organami i służbami innych państw[56][29].
- Występowanie do członków Rady Ministrów oraz organów administracji rządowej o przedstawienie informacji niezbędnych w sprawach nadzoru, kontroli i koordynacji działalności służb specjalnych[53].
- Zapoznawanie się z informacjami mogącymi mieć istotne znaczenie dla bezpieczeństwa i międzynarodowej pozycji RP[53].
- Zapoznawanie się i opiniowanie rocznych sprawozdań przedstawianych przez pełnomocnika do spraw kontroli przetwarzania przez CBA danych osobowych[53].
- Powoływanie zespołów do opracowania określonych zagadnień oraz zlecanie sporządzania ekspertyz oraz innych opracowań[53].

#### Działalność
W 2016 r. rzecznik ministra koordynatora służb specjalnych poinformował o wystosowaniu przez Mariusza Kamińskiego żądania w kierunku resortów, którym podlegają spółki Skarbu Państwa, w celu uzyskania informacji w sprawie umów zawieranych przez te spółki. Sprawa ta dotyczyła siedmiu ministerstw i 66 spółek. Był to jeden z elementów walki z korupcją w Polsce.
W 2017 r. na zorganizowanej konferencji Mariusz Kamiński oraz jego zastępca Maciej Wąsik przedstawili założenia ustawy o jawności życia publicznego. Dotychczasowe trzy ustawy, czyli ustawa o ograniczeniu prowadzenia działalności gospodarczej przez osoby pełniące funkcje publiczne, ustawa o działalności lobbingowej w procesie stanowienia prawa i ustawa o dostępie do informacji publicznej, miały zostać zastąpione przez ustawę antykorupcyjną. Jak wskazywał Kamiński, ustawa ta miała na celu zwiększenie transparentności państwa i kontroli społecznej nad osobami pełniącymi funkcje publiczne.

### Mariusz Kamiński – pierwszy rząd Mateusza Morawieckiego
Mariusz Kamiński został ponownie powołany na stanowisko ministra koordynatora służb specjalnych na mocy Rozporządzenia Prezesa Rady Ministrów z dnia 13 grudnia 2017 r. w sprawie szczegółowego zakresu działania Ministra – Członka Rady Ministrów Mariusza Kamińskiego – Koordynatora Służb Specjalnych. W Rozporządzeniu tym lista zadań powierzonych ministrowi koordynatorowi służb specjalnych nie uległa zmianie i była zbieżna z tymi zawartymi w Rozporządzeniu Prezesa Rady Ministrów z dnia 18 listopada 2015 r. w sprawie szczegółowego zakresu działania Ministra – Członka Rady Ministrów Mariusza Kamińskiego – Koordynatora Służb Specjalnych.

#### Zadania
- Sprawowanie nadzoru i kontroli działalności służb specjalnych[54].
- Koordynowanie działalności służb specjalnych[54].
- Wspomaganie Rady Ministrów w kształtowaniu głównych kierunków polityki rządu dotyczącej działalności służb specjalnych[54].
- Wyznaczanie strategicznych kierunków rozwoju i funkcjonowania służb specjalnych[54].
- Badanie, ocenianie i monitorowanie poprawności realizacji przez służby specjalne zadań określonych w przepisach prawa, wytycznych, planach i programach[54].
- Opracowywanie programów działalności służb specjalnych w dziedzinie ochrony bezpieczeństwa państwa[54].
- Zatwierdzanie rocznych planów i sprawozdań przygotowywanych przez szefów służb specjalnych[54].
- Dokonywanie oceny stopnia realizacji rocznych planów działalności służb specjalnych oraz formułowanie wniosków i rekomendacji wynikających z tej oceny[54].
- Wyznaczanie celów i kierunków rozwoju współpracy międzynarodowej służb specjalnych oraz dokonywanie oceny efektów tej współpracy[54].
- Wyznaczanie standardów i minimalnych wymagań w zakresie zarządzania zasobami ludzkimi i mieniem w służbach specjalnych[54].
- Analizowanie i dokonywanie oceny działań podejmowanych przez: ABW oraz SKW w zakresie nadzoru funkcjonowania systemu ochrony informacji niejawnych i Szefa ABW w zakresie wykonywania funkcji krajowej władzy bezpieczeństwa[54].
- Rozpatrywanie skarg na działalność służb specjalnych[54].
- Przeprowadzanie kontroli w służbach specjalnych na zasadach i w trybie określonych w ustawie z dnia 15 lipca 2011 r. o kontroli w administracji rządowej (Dz. U. poz. 1092)[54].
- Przeprowadzanie kontroli prawidłowości realizacji postępowań sprawdzających, kontrolnych postępowań sprawdzających oraz postępowań bezpieczeństwa przemysłowego[54].
- Analizowanie i dokonywanie oceny stosowania przez służby specjalne uprawnień umożliwiających ingerencję w prawa i wolności człowieka i obywatela[54].
- Podejmowanie działań służących zapewnieniu współdziałania służb specjalnych w ramach przyznanych im kompetencji i postawionych przed nimi zadań, a także organizowanie i zapewnienie współpracy służb specjalnych z innymi służbami i instytucjami realizującymi zadania w zakresie bezpieczeństwa państwa[54].
- Zapewnianie optymalnych warunków dla współpracy służb specjalnych ze służbami specjalnymi innych państw i organizacjami międzynarodowymi[54].
- Wyrażanie zgody na współdziałanie ABW i AW z właściwymi organami i służbami innych państw, a w przypadku CBA – także z organizacjami międzynarodowymi[54].
- Organizowanie warunków prawidłowego funkcjonowania systemu wywiadowczego państwa, w sposób zapewniający efektywne wykorzystanie informacji dotyczących strategicznych interesów państwa przez konstytucyjne organy państwa[54].
- Opracowywanie i przygotowywanie projektów ustaw, rozporządzeń i innych aktów prawnych dotyczących bezpieczeństwa państwa, z zastrzeżeniem kompetencji właściwych ministrów, oraz programów służących zbudowaniu zintegrowanego systemu służb specjalnych[54].
- Rozstrzyganie sporów kompetencyjnych między służbami specjalnymi[54].
- Opracowywanie, prowadzenie procesu uzgodnień, konsultacji publicznych lub opiniowania oraz wnoszenie do rozpatrzenia: założeń projektów ustaw, projektów ustaw, projektów rozporządzeń i innych aktów prawnych oraz dokumentów rządowych dotyczących służb specjalnych[54].
- Prowadzenie współpracy międzynarodowej z organami innych państw oraz instytucjami międzynarodowymi zajmującymi się nadzorem, koordynacją i kontrolą służb specjalnych[54].
- Organizowanie polityki informacyjnej systemu służb specjalnych oraz wyznaczanie założeń i kierunków działań podejmowanych w tej dziedzinie przez służby specjalne[54].
- Prowadzenie badań i studiów nad systemami zarządzania służbami specjalnymi oraz ich kontrolą w celu optymalizacji rozwiązań stosowanych w Polsce[54].

#### Uprawnienia
- Żądanie dostępu do informacji, w tym niejawnych, dokumentów, analiz i sprawozdań okresowych lub dotyczących poszczególnej sprawy albo rodzaju spraw od szefów służb specjalnych[54].
- Żądanie informacji dotyczących planowania budżetu i jego wykonywania oraz polityki kadrowej prowadzonej w poszczególnych służbach specjalnych[54].
- Wydawanie szefom służb specjalnych wiążących ich wytycznych i poleceń[54] w celu koordynacji działań w dziedzinie ochrony bezpieczeństwa i obronności państwa[56].
- Wydawanie decyzji[54] dotyczących możliwości podejmowania przez służby specjalne współdziałania z właściwymi organami i służbami innych państw[56][29].
- Występowanie do członków Rady Ministrów oraz organów administracji rządowej o przedstawienie informacji niezbędnych w sprawach nadzoru, kontroli i koordynacji działalności służb specjalnych[54].
- Zapoznawanie się z informacjami mogącymi mieć istotne znaczenie dla bezpieczeństwa i międzynarodowej pozycji RP[54].
- Zapoznawanie się i opiniowanie rocznych sprawozdań przedstawianych przez pełnomocnika do spraw kontroli przetwarzania przez CBA danych osobowych[54].
- Powoływanie zespołów do opracowania określonych zagadnień oraz zlecanie sporządzania ekspertyz oraz innych opracowań[54].

#### Działalność
W 2017 r. podczas pełnienia przez Mariusza Kamińskiego funkcji ministra koordynatora służb specjalnych doszło do zakupu systemu Pegasus służącego do inwigilacji. Zakup ten został sfinansowany z budżetu Funduszu Sprawiedliwości na wniosek ówczesnego szefa CBA Ernesta Bejdy. Kontrowersje wzbudziło źródło z jakiego zakup został sfinansowany, ponieważ zgodnie z prawem służby specjalne mogą być finansowe wyłącznie z budżetu państwa.

### Mariusz Kamiński – drugi rząd Mateusza Morawieckiego
Mariusz Kamiński po raz trzeci objął stanowisko ministra koordynatora służb specjalnych 15 listopada 2019 r. Prezydent Andrzej Duda w tym samym czasie powierzył Mariuszowi Kamińskiemu także stanowisko Ministra Spraw Wewnętrznych i Administracji. Formalnie przejął on stanowisko ministra koordynatora służb specjalnych na mocy Rozporządzenie Prezesa Rady Ministrów z dnia 18 listopada 2019 r. w sprawie szczegółowego zakresu działania Ministra – Członka Rady Ministrów Mariusza Kamińskiego – Koordynatora Służb Specjalnych. Powyższe Rozporządzenie nie zmieniło zadań i uprawnień nadanych ministrowi koordynatorowi służb specjalnych we dwóch wcześniejszych rozporządzeniach w 2015 r. i 2017 r.

#### Zadania
- Sprawowanie nadzoru i kontroli działalności służb specjalnych[55].
- Koordynowanie działalności służb specjalnych[55].
- Wspomaganie Rady Ministrów w kształtowaniu głównych kierunków polityki rządu dotyczącej działalności służb specjalnych[55].
- Wyznaczanie strategicznych kierunków rozwoju i funkcjonowania służb specjalnych[55].
- Badanie, ocenianie i monitorowanie poprawności realizacji przez służby specjalne zadań określonych w przepisach prawa, wytycznych, planach i programach[55].
- Opracowywanie programów działalności służb specjalnych w dziedzinie ochrony bezpieczeństwa państwa[55].
- Zatwierdzanie rocznych planów i sprawozdań przygotowywanych przez szefów służb specjalnych[55].
- Dokonywanie oceny stopnia realizacji rocznych planów działalności służb specjalnych oraz formułowanie wniosków i rekomendacji wynikających z tej oceny[55].
- Wyznaczanie celów i kierunków rozwoju współpracy międzynarodowej służb specjalnych oraz dokonywanie oceny efektów tej współpracy[55].
- Wyznaczanie standardów i minimalnych wymagań w zakresie zarządzania zasobami ludzkimi i mieniem w służbach specjalnych[55].
- Analizowanie i dokonywanie oceny działań podejmowanych przez: ABW oraz SKW w zakresie nadzoru funkcjonowania systemu ochrony informacji niejawnych i szefa ABW w zakresie wykonywania funkcji krajowej władzy bezpieczeństwa[55].
- Rozpatrywanie skarg na działalność służb specjalnych[55].
- Przeprowadzanie kontroli w służbach specjalnych na zasadach i w trybie określonych w ustawie z dnia 15 lipca 2011 r. o kontroli w administracji rządowej (Dz. U. poz. 1092)[55].
- Przeprowadzanie kontroli prawidłowości realizacji postępowań sprawdzających, kontrolnych postępowań sprawdzających oraz postępowań bezpieczeństwa przemysłowego[55].
- Analizowanie i dokonywanie oceny stosowania przez służby specjalne uprawnień umożliwiających ingerencję w prawa i wolności człowieka i obywatela[55].
- Podejmowanie działań służących zapewnieniu współdziałania służb specjalnych w ramach przyznanych im kompetencji i postawionych przed nimi zadań, a także organizowanie i zapewnienie współpracy służb specjalnych z innymi służbami i instytucjami realizującymi zadania w zakresie bezpieczeństwa państwa[55].
- Zapewnianie optymalnych warunków dla współpracy służb specjalnych ze służbami specjalnymi innych państw i organizacjami międzynarodowymi[55].
- Wyrażanie zgody na współdziałanie ABW i AW z właściwymi organami i służbami innych państw, a w przypadku CBA – także z organizacjami międzynarodowymi[55].
- Organizowanie warunków prawidłowego funkcjonowania systemu wywiadowczego państwa, w sposób zapewniający efektywne wykorzystanie informacji dotyczących strategicznych interesów państwa przez konstytucyjne organy państwa[55].
- Opracowywanie i przygotowywanie projektów ustaw, rozporządzeń i innych aktów prawnych dotyczących bezpieczeństwa państwa, z zastrzeżeniem kompetencji właściwych ministrów, oraz programów służących zbudowaniu zintegrowanego systemu służb specjalnych[55].
- Rozstrzyganie sporów kompetencyjnych między służbami specjalnymi[55].
- Opracowywanie, prowadzenie procesu uzgodnień, konsultacji publicznych lub opiniowania oraz wnoszenie do rozpatrzenia: założeń projektów ustaw, projektów ustaw, projektów rozporządzeń i innych aktów prawnych oraz dokumentów rządowych dotyczących służb specjalnych[55].
- Prowadzenie współpracy międzynarodowej z organami innych państw oraz instytucjami międzynarodowymi zajmującymi się nadzorem, koordynacją i kontrolą służb specjalnych[55].
- Organizowanie polityki informacyjnej systemu służb specjalnych oraz wyznaczanie założeń i kierunków działań podejmowanych w tej dziedzinie przez służby specjalne[55].
- Prowadzenie badań i studiów nad systemami zarządzania służbami specjalnymi oraz ich kontroli w celu optymalizacji rozwiązań stosowanych w Polsce[55].

#### Uprawnienia
- Żądanie dostępu do informacji, w tym niejawnych, dokumentów, analiz i sprawozdań okresowych lub dotyczących poszczególnej sprawy albo rodzaju spraw od szefów służb specjalnych[55].
- Żądanie informacji dotyczących planowania budżetu i jego wykonywania oraz polityki kadrowej prowadzonej w poszczególnych służbach specjalnych[55].
- Wydawanie szefom służb specjalnych wiążących ich wytycznych i poleceń[55] w celu koordynacji działań w dziedzinie ochrony bezpieczeństwa i obronności państwa[56].
- Wydawanie decyzji[55] dotyczących możliwości podejmowania przez służby specjalne współdziałania z właściwymi organami i służbami innych państw[56][29].
- Występowanie do członków Rady Ministrów oraz organów administracji rządowej o przedstawienie informacji niezbędnych w sprawach nadzoru, kontroli i koordynacji działalności służb specjalnych[55].
- Zapoznawanie się z informacjami mogącymi mieć istotne znaczenie dla bezpieczeństwa i międzynarodowej pozycji RP[55].
- Zapoznawanie się i opiniowanie rocznych sprawozdań przedstawianych przez pełnomocnika do spraw kontroli przetwarzania przez CBA danych osobowych[55].
- Powoływanie zespołów do opracowania określonych zagadnień oraz zlecanie sporządzania ekspertyz oraz innych opracowań[55].

#### Działalność
Na początku 2022 r. Mariusz Kamiński odmówił udziału w pracach senackiej komisji nadzwyczajnej dotyczącej spraw nielegalnej inwigilacji Pegasusem. Uzasadniając swoją odmowę, Mariusz Kamiński odpowiedział, że „wybrane służby zajmujące się w Polsce zwalczaniem przestępczości otrzymały uprawnienia do stosowania metod kontroli operacyjnej. Konieczność stosowania takich metod jest oczywista i zrozumiała – każde państwo musi być w stanie ścigać sprawców przestępstw. W związku z rozwojem technologicznym służby muszą z kolei stale dbać o rozwój własnych możliwości w tym zakresie”. Podtrzymywał więc dotychczasowe stanowisko władz, zgodnie z którym podejmowane działania nie były niezgodne z prawem.
Mariusz Kamiński odmówił również spotkania z członkami komisji śledczej Parlamentu Europejskiego ws. Pegasusa. Minister koordynator służb specjalnych odpowiedział, że spotkanie jest niemożliwe (natomiast Zbigniew Ziobro nie odpowiedział). Przewodniczący Komisji uważał, że brak chęci udziału w jej pracach jest związana z chęcią zatajenia pewnych faktów przez stronę polską.

## Współdziałanie ministra koordynatora służb specjalnych z innymi podmiotami
W relacji z Prezesem Rady Ministrów, minister koordynator wykonuje w imieniu szefa rządu funkcje kontrolne, nadzorcze oraz koordynacyjne nad służbami specjalnymi. Prezes Rady Ministrów poprzez rozporządzenie kompetencyjne upoważnia ministra do wykonywania określonych zadań w tym zakresie. Z tego też powodu zadania i uprawnienia ministra koordynatora służb specjalnych zawarte w odpowiednich rozporządzeniach oraz ustawach mają związek z kompetencjami samego szefa rządu. Dodatkowo minister koordynator ds. służb specjalnych współdziała z innymi organami właściwymi, np. wydaje wiążące wytyczne oraz żąda informacji i opinii od ministra właściwego do spraw finansów publicznych odnośnie do działalności Krajowej Administracji Skarbowej, a także innych organów informacji finansowej. W celu zapewnienia odpowiedniego współdziałania służb specjalnych, minister koordynator ma prawo żądać od SKW i SWW informacji w zakresie zarządzania i planowania, po wcześniejszym powiadomieniu ministra obrony narodowej. Ponadto, na mocy art. 7 ust. 1 ustawy o SKW oraz SWW minister koordynator ds. służb specjalnych uzgadnia wraz z ministrem obrony narodowej wytyczne określające kierunki działań SKW i SWW.
Przepisy dotyczące współdziałania ministra koordynatora z innymi podmiotami zostały zawarte w Rozporządzeniu Prezesa Rady Ministrów z dnia 18 listopada 2019 r.w sprawie szczegółowego zakresu działania Ministra – Członka Rady Ministrów Mariusza Kamińskiego – Koordynatora Służb Specjalnych. Najważniejszym zapisem w tym dokumencie jest § 7 ust.1, według którego Minister współdziała z innymi właściwymi organami, w szczególności z ministrami właściwymi do spraw wewnętrznych, administracji publicznej, spraw zagranicznych, finansów publicznych, Ministrem Obrony Narodowej i Ministrem Sprawiedliwości. Ponadto organy administracji rządowej udzielają ministrowi pomocy w realizacji jego zadań (§ 7 ust. 2). Zadaniem Ministra koordynatora jest również podejmowanie działań służących zapewnieniu współdziałania służb specjalnych w ramach przyznanych im kompetencji i postawionych przed nimi zadań, a także organizowanie i zapewnienie współpracy służb specjalnych z innymi służbami i instytucjami realizującymi zadania w zakresie bezpieczeństwa państwa (§ 4). W rozporządzeniu nie zdefiniowano jednak, na czym konkretnie miałyby polegać te działania, co stanowi braki w podstawie prawnej. Współdziałanie Ministra Koordynatora jest prowadzone również z podmiotami międzynarodowymi, konkretnie z organami innych państw oraz instytucjami międzynarodowymi zajmującymi się nadzorem, koordynacją i kontrolą służb specjalnych (§ 5).
W ustawie o ABW i AW z 2002 r. określono szczegółowe uprawnienia ministra koordynatora w zakresie współdziałania z szefami agencji oraz Prokuratorem Generalnym. Minister koordynator ds. służb specjalnych jest upoważniony:
- do żądania od Szefów ABW i AW informacji związanych z planowaniem i wykonywaniem powierzonych zadań, w celu zapewnienia wymaganego współdziałania służb specjalnych,
- do wystąpienia z wnioskiem do Prezesa Rady Ministrów, w celu wydania wiążących wytycznych dla następujących służb: ABW, AW, SKW, SWW, w odniesieniu do koordynacji działań w dziedzinie ochrony bezpieczeństwa i obronności państw (art. 13 ust. 2),
- do wydania zgody szefowi ABW lub AW, na kontynuowanie czynności operacyjno-rozpoznawczych, nawet jeżeli nie pozostają one w kompetencji danej agencji, kierując się względem bezpieczeństwa państwa (art. 22a ust. 5, 6, 7),
- wydawania wraz z Prokuratorem Generalnym opinii szefowi ABW, która umożliwia tajną współpracę ABW ze sprawcą przestępstwa szpiegostwa lub podejrzanego o popełnienie przestępstwa o charakterze terrorystycznym (art. 22b ust. 2, 3),
- wydania zgody szefom agencji na korzystanie z tajnej współpracy z: nadawcami w rozumieniu art. 4 pkt 5 Ustawa z dnia 29 grudnia 1992 r. o radiofonii i telewizji (Dz. U. z 2022 r. poz. 1722), redaktorami naczelnych, dziennikarzy lub osób prowadzących działalność wydawniczą, o których mowa w Ustawie z dnia 26 stycznia 1984 r. – Prawo prasowe (Dz. U. z 2018 r. poz. 1914) (art. 37 ust. 1 pkt 7, 8)[64].

## Kontrowersje związane z urzędem
Pod względem prawno-ustrojowym urząd ministra koordynatora ds. służb specjalnych pozostawia wiele niejasności:
- brak prawnej konieczności powołania ministra koordynatora – szef rządu może, ale nie musi powołać ministra koordynatora ds. służb specjalnych na podstawie wydanego rozporządzenia, co czyni go tzw. ministrem bez teki. Brak powołania ministra koordynatora ds. służb specjalnych w latach 2001–2005 oraz 2007–2011 udowodnił, że nie jest to podmiot niezbędny dla sprawnego funkcjonowania administracji rządowej pod względem koordynacji działalności służb. Może to stanowić podstawę do refleksji nad budowaniem innych, bardziej trwałych rozwiązań w zakresie koordynacji służb specjalnych, które przyczyniłyby się do wykształcenia odpowiedniej kultury wywiadowczej;
- brak kompleksowej regulacji – status ustrojowy organu administracji rządowej powinien być uregulowany w osobnym akcie prawnym o randze ustawy, jednak w polskim porządku prawnym status ministra koordynatora został rozproszony w różnych ustawach i rozporządzeniach[3]. Ponadto, w różnych aktach prawnych występuje brak spójności w terminologii związanej z urzędem ministra koordynatora ds. służb specjalnych[6]. W ustawie o ABW i AW ustawodawca posługuje się terminem „minister-członek Rady Ministrów właściwy do spraw do spraw koordynowania działalności służb specjalnych”, natomiast w ustawie o CBA mowa jest o nim jako o „powoływanym ministrze w celu koordynowania działalności służb specjalnych”. W przypadku zaś ustawy o SKW i SWW w art. 4 ust. 2 pkt 3 opisana jest definicja tego podmiotu opisująca, że gdy mowa jest o „Ministrze Koordynatorze Służb Specjalnych” – należy rozumieć Ministra – członka Rady Ministrów, którego zakres działania, wyznaczony na podstawie art. 33 ust. 1 ustawy z dnia 8 sierpnia 1996 r. o Radzie Ministrów (Dz. U. z 2012 r. poz. 392 oraz z 2015 r. poz. 1064), obejmuje zadania związane z działalnością służb specjalnych, w rozumieniu ustawy, o której mowa w pkt 2, w tym koordynację działalności służb specjalnych;
- brak ustawowo uregulowanych uprawnień – rozbieżności dotyczą kompetencji przysługujących ministrom koordynatorom służb specjalnych w latach 1997–2001 oraz 2011–2015. W tym okresie lista powierzonych zadań ograniczała możliwość sprawowania przez ministra koordynatora służb specjalnych pełnego nadzoru i kontroli działalności służb specjalnych. Natomiast w przypadku pozostałych lat funkcjonowania tego urzędu, zwłaszcza po 2015 r., kompetencje te były bardzo rozbudowane, a nawet wykraczały poza zawarte w ustawach zasady funkcjonowania administracji publicznej[4]. Ustawodawca powierzając zadanie koordynacji i kontroli nad służbami, nie określił konkretnych uprawnień w tym obszarze;
- brak zaplecza administracyjnego – aparat administracyjny ministra koordynatora nie jest rozwinięty i ogranicza się wyłącznie do działań realizowanych przez Kancelarię Prezesa Rady Ministrów, pomimo szerokich uprawnień obecnego ministra. Wyodrębnienie osobnego aparatu administracyjnego dla ministra koordynatora ds. służb specjalnych przyczyniłoby się do skuteczniejszego wypełniania przez niego zadań, wzmocniłoby jego pozycję oraz usprawniłoby nadzór nad działalnością służb[65].